# Bhawania multisetosa
Bhawania multisetosa är en ringmaskart som beskrevs av Hartmann-Schröder 1981. Bhawania multisetosa ingår i släktet Bhawania och familjen Chrysopetalidae. Inga underarter finns listade i Catalogue of Life.